# 馬里亞尼夫卡 (卡贊卡區)
47°36′50″N 32°54′18″E / 47.61389°N 32.90500°E
馬里亞尼夫卡（烏克蘭語：Мар'янівка），是烏克蘭南部的村莊，隸屬尼古拉耶夫州的巴什坦卡區。該村面積0.45平方公里，海拔高度57米，2001年人口156，人口密度每平方公里346.7人。